# Неданчичі (пункт контролю)
51°30′42.4″ пн. ш. 30°38′12.6″ сх. д. / 51.511778° пн. ш. 30.636833° сх. д.

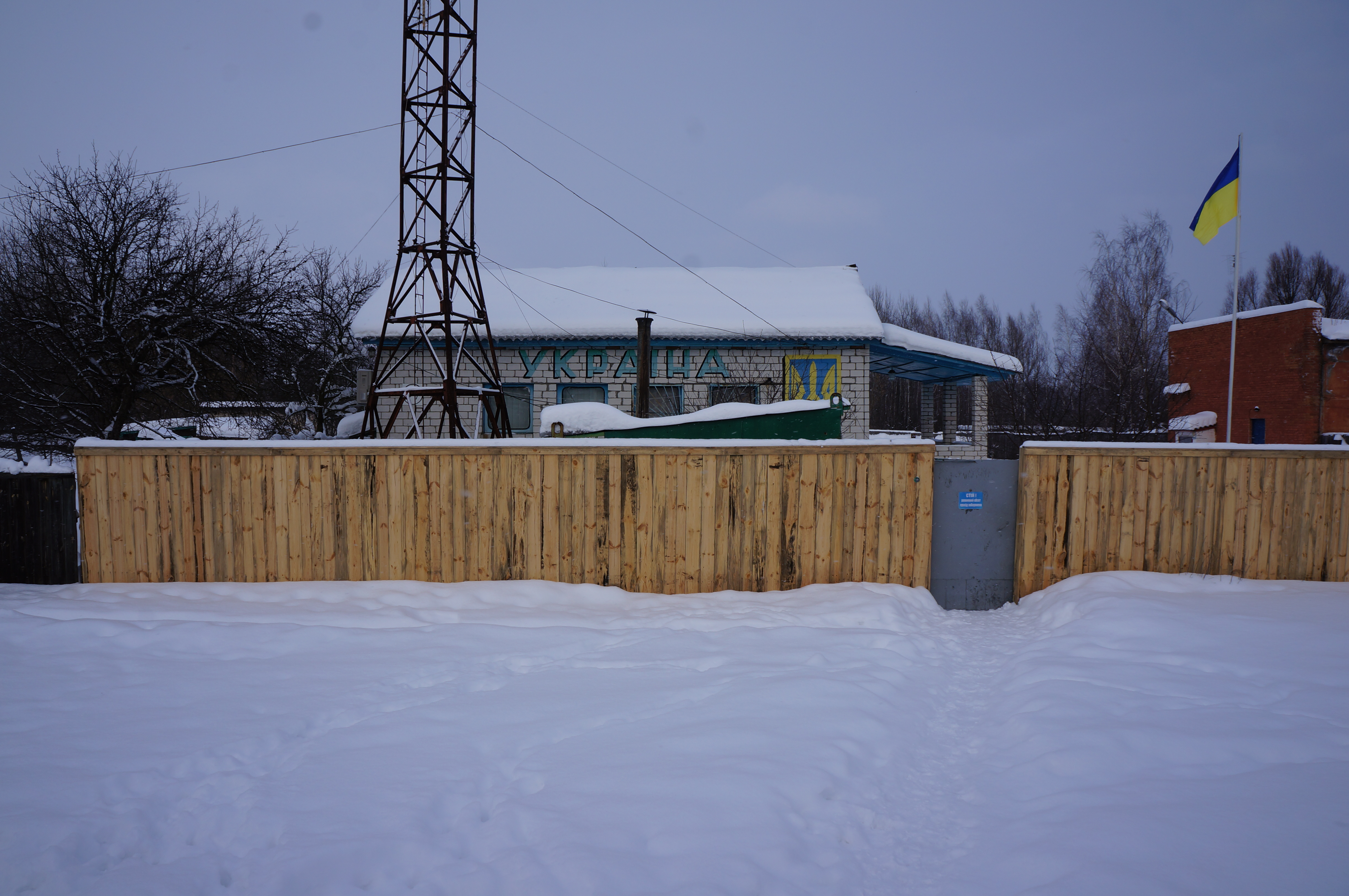
Пункт пропуску «Неданчичі»

Неда́нчичі — пункт пропуску через державний кордон України на кордоні з Білоруссю.
Розташований у Чернігівській області, Ріпкинський район, на залізничній станції Неданчичі в однойменному селі на залізничному відрізку Чернігів — Йолча (Білорусь) — Семиходи (Україна), який обслуговує Чорнобильську атомну електростанцію. З білоруського боку знаходиться пункт пропуску «Йолча».
Вид пункту пропуску — залізничний. Статус пункту пропуску — міжнародний, місцевий.
Характер перевезень — пасажирський, вантажний.
Пункт пропуску «Неданчичі» може здійснювати лише радіологічний, митний та прикордонний контроль.

## Галерея

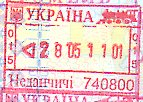
Штамп залізничного пункту пропуску "Неданчичі"